# 疏勒府
疏勒府，清朝时设置的府。
光绪二十八年（1902年）升疏勒州置，治所在喀什噶尔汉城（今新疆维吾尔自治区喀什地区疏勒县驻地疏勒镇）。初辖巴楚州及疏附、伽师两县，辖境相当今新疆维吾尔自治区喀什、疏附、伽师、巴楚等市县地。光绪二十九年，巴楚州往属莎车府。1913年废，以直辖地置疏勒县。 